# قمری سوکورو
قمری سوکورو (Zenaida graysoni) قمری است که در طبیعت منقرض‌شده است. این گونه بومی جزیره سوکورو در جزایر رویلیاخیخدو در سواحل غربی مکزیک بود. آخرین دیدار در زیستگاه طبیعی آن در سال ۱۹۷۲ بود. بیش از ۲۰۰ و احتمالاً کمتر از ۱۰۰ پرنده زادآور اصیل در اسارت وجود دارد. یک برنامه معرفی دوباره گونه نیز در گام‌های آماده‌سازی است.
حد بالای ارتفاع برای این قمری‌ها ۹۵۰ متر است.
علاوه بر تلاش‌ها برای کنترل گربه‌ها، جانوران دیگر و فعالیت‌های انسانی، مانند استفاده از ATV, در جزیره سوکورو، تلاش‌هایی برای کنترل دسته‌های ملخ در جزیره نیز در حال انجام است. از سال ۱۹۹۴، شیوع شیستوسرکا پیسیفرون حداقل دو بار در سال در جزیره رخ داده‌است و سبب آسیب به گل‌ها و پوشش گیاهی بومی شده‌است.